# Sister Namibia
Sister Namibia – d'abord connue sous le nom de Sister Namibia Collective – est une organisation féministe apolitique de Namibie, dont le siège se trouve à Windhoek, la capitale. Elle a été créée en 1989, à la veille de l'indépendance proclamée en 1990. 
Selon ses statuts, elle est axée sur les droits de la femme et œuvre en faveur d'une société libérée de la domination patriarcale au sein de laquelle tout le monde jouit de droits sur une base égale et est habilité de jouir de la paix, de la prospérité et de la dignité.
Elle édite un magazine trimestriel du même nom, Sister Namibia.